# Gabriel Boric
Gabriel Boric Font (n. 11 februarie 1986, Punta Arenas, Chile) este un politician chilian și președintele Republicii Chile din martie 2022. Anterior, a exercitat două mandate de câte patru ani ca deputat în Camera Deputaților.
Boric a devenit cunoscut ca lider studențesc în timpul studiilor de drept la Universidad de Chile, unde a condus influenta federație studențească a instituției în timpul protestelor studențești din 2011. A fost deputat în Camera Deputaților între 2014 și 2022, reprezentând regiunea sa natală, Magallanes. A candidat ca independent în 2013, iar mai târziu, în 2017, ca parte a coaliției Frontul Larg. În 2018, Boric a fondat partidul Convergență Socială, unul dintre partidele care au constituit Frontul Larg înainte ca acesta să devină partid politic prin fuziune. În timpul revoltelor sociale din Chile din 2019, Boric a jucat un rol esențial în negocierea acordului care a dus la referendumul constituțional din octombrie 2020.
În decembrie 2021, Boric a câștigat președinția învingându-l pe José Antonio Kast în turul al doilea al alegerilor prezidențiale, obținând 55,9% din voturi. În urma alegerii sale, Boric a devenit cel mai tânăr președinte din istoria Chile și, în prezent, este al șaptelea cel mai tânăr lider de stat aflat în funcție din lume.

## Biografie

### Familie
Gabriel Boric s-a născut în Punta Arenas în 1986. Are doi frați, Simón și Tomás.
Din partea tatălui, Boric provine dintr-o familie croato-chiliană cu rădăcini în Ugljan, o insulă de pe coasta Adriaticii din Croația. În ciuda migrației strămoșilor săi din Imperiul Austro-Ungar în Chile în 1897, Boric păstrează legături cu rudele sale care trăiesc în Ugljan. Străbunicul său, Juan Boric (Ive Borić Barešić), împreună cu fratele său Simón (Šime), au ajuns în Punta Arenas în jurul anului 1885, fiind printre primii zece croați care s-au stabilit în Magallanes. Aceștia s-au aventurat în goana după aur din Țara Focului, în regiunea Magallanes, petrecând timp pe insulele de la sud de Canalul Beagle. Ulterior, Juan Boric s-a întors pe scurt în Ugljan pentru a se căsători și a adus-o pe soția sa, Natalia Crnosija, înapoi în Magallanes, unde zece dintre cei unsprezece copii ai lor s-au născut. Bunicul lui Boric, Luis Boric Crnosija, născut în 1908, a fost unul dintre aceștia.
Tatăl lui Gabriel Boric, Luis Boric Scarpa, este inginer chimist și a lucrat ca angajat guvernamental la Empresa Nacional del Petróleo timp de peste 40 de ani. Mama sa, María Soledad Font Aguilera, are descendență catalană. În regiunea patagoneză Magallanes, unchiul său, Vladimiro Boric, a devenit primul episcop al Punta Arenas. Un alt unchi, Roque Scarpa Martinich, a ocupat funcția de prim intendent al Regiunii Magallanes după dictatura militară. Atât Roque Scarpa, cât și tatăl lui Gabriel Boric au fost membri ai Partidului Democrat Creștin. Un alt unchi, Roque Esteban Scarpa, a câștigat Premiul Național de Literatură al Chile în 1980, iar unchiul său Vicente Boric a fost, de asemenea, scriitor.

### Educație
Boric a studiat la The British School din orașul său natal înainte de a se muta la Santiago în 2004 pentru a urma cursurile Facultății de Drept la Universitatea din Chile. A finalizat cursurile în 2009, moment în care a fost numit președinte al sindicatului studenților de la Facultatea de Drept. Ulterior, s-a concentrat pe pregătirea pentru examenul final și îndeplinirea stagiului obligatoriu. Totuși, nu a promovat examenul în 2011 și a ales să nu-l refacă. Boric nu a obținut o diplomă în drept și a declarat în interviuri că nu a intenționat niciodată să urmeze o carieră de avocat, ci visa să devină scriitor.
În timpul anilor universitari, Boric a avut oportunitatea de a lucra ca asistent al profesorului José Zalaquett la cursul său de drepturile omului. Zalaquett l-a lăudat pe Boric pentru tendința sa de a pune întrebări și de a pune la îndoială, așa cum a declarat într-un interviu.

## Carieră politică

### Politica studențească

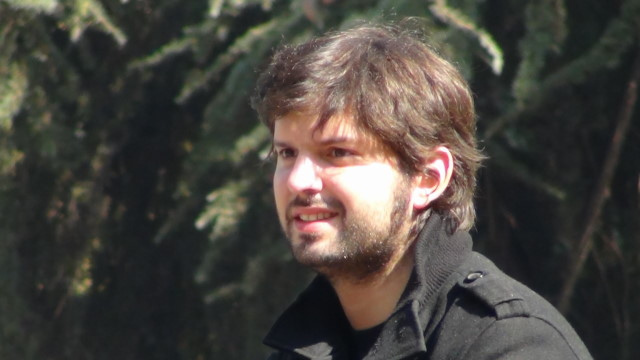
Boric, președinte al Federației Studenților de la Universitatea din Chile, 2012.

În 1999 și 2000, Boric a jucat un rol activ în reînființarea Federației Studenților de Liceu din Punta Arenas. În timp ce studia la universitate, a devenit membru al colectivului politic Stânga Autonomă (în spaniolă Izquierda Autónoma), cunoscut inițial sub numele de Studenți Autonomi (în spaniolă Estudiantes Autónomos). În 2008, a fost consilier al Sindicatului Studenților de la Facultatea de Drept, iar în 2009 a preluat funcția de președinte. În timpul mandatului său, a condus un protest de 44 de zile împotriva decanului, Roberto Nahum. Între 2010 și 2012, Boric a reprezentat studenții ca senator universitar.
Boric a candidat pentru președinția Federației Studenților de la Universitatea din Chile (FECh) la alegerile din 5–6 decembrie 2011, ca parte a listei Creando Izquierda. A câștigat alegerile cu 30,52% din voturi, învingând-o pe Camila Vallejo, președinta în exercițiu a federației, care candida pentru un nou mandat din partea listei Tineretului Comunist din Chile.
Ca președinte al FECh, Boric a jucat un rol important în a doua fază a protestelor studențești care au început în 2011, devenind unul dintre principalii purtători de cuvânt ai Federației Studenților din Chile. În 2012, a fost inclus pe lista celor 100 de tineri lideri ai Chile, publicată de revista El Sábado a ziarului El Mercurio, în colaborare cu Universidad Adolfo Ibáñez.

## Membru al Camerei Deputaților (2014–2022)
Gabriel Boric a participat la alegerile parlamentare din 2013 ca independent, candidând pentru Districtul 60 (în prezent Districtul 28), care reprezintă Regiunea Magallanes și Antarctica Chiliană (Región de Magallanes y de la Antártica Chilena). A obținut o victorie semnificativă cu 15.418 voturi (26,2%), cel mai mare număr de voturi primit de orice candidat din regiune. Remarcabil este faptul că alegerea sa cu succes în afara unei coaliții electorale a fost larg recunoscută de presă, deoarece a reușit să depășească sistemul electoral binominal din Chile. La 11 martie 2014, Boric a depus jurământul ca membru al Camerei Deputaților.
În timpul primului său mandat, Boric a activat în mai multe comisii, inclusiv Drepturile Omului și Popoarele Indigene; Zone Extreme și Antarctica Chileană; și Muncă și Securitate Socială. A făcut parte din „bancada studențească” (spaniolă bancada estudiantil), care era formată din alți deputați tineri aleși, precum Camila Vallejo, Giorgio Jackson și Karol Cariola. Împreună, au jucat un rol important în dezbaterile referitoare la reformele educaționale propuse de al doilea guvern al lui Michelle Bachelet. Popularitatea lui Boric în Chile s-a reflectat în diverse sondaje de opinie.
În 2016, Stânga Autonomă s-a desființat din cauza neînțelegerilor legate de viitorul colectivului. Boric a susținut o abordare mai instituțională și dialogul cu guvernul de centru-stânga al lui Bachelet. Totuși, conducerea Stângii Autonome a preferat să se concentreze pe politica studențească. Boric și aliații săi, împinși de o „compulsie pentru ascensiune rapidă”, potrivit lui Carlos Ruiz din Stânga Autonomă, au fondat Mișcarea Autonomistă. Aceștia intenționau să colaboreze cu alte forțe politice și să formeze o nouă coaliție de stânga, asemănătoare cu Frontul Larg din Uruguay. Mișcarea Autonomistă a obținut rezultate electorale favorabile, exemplul cel mai notabil fiind Jorge Sharp, unul dintre prietenii apropiați ai lui Boric, care a fost ales primar al orașului Valparaíso la alegerile municipale din 2016.
În ianuarie 2017, mișcarea lui Boric, împreună cu alte partide și colective noi, inclusiv Revoluția Democratică a lui Jackson, a lansat Frontul Larg din Chile (Frente Amplio). Boric a avut un rol de conducere în campania lui Beatriz Sánchez la alegerile prezidențiale din 2017. După ce Sánchez s-a clasat pe locul al treilea și nu a reușit să ajungă în turul al doilea, Boric l-a susținut cu reticență pe Alejandro Guillier ca o modalitate de a-l învinge pe Sebastián Piñera, deși Piñera a ieșit în cele din urmă învingător.
La alegerile generale din 2017, Boric a candidat pentru un nou mandat ca independent, fiind susținut de Partidul Umanist, unul dintre membrii fondatori ai Frontului Larg. A obținut 18.626 de voturi (32,8 %), o creștere față de 2013, devenind astfel al doilea cel mai votat deputat din țară la acel moment. Boric a activat în Comisiile pentru Zone Extreme și Antarctica Chileană, precum și în cea pentru Constituție, Legislație, Justiție și Reglementare.
Performanța remarcabilă a Frontului Larg la alegerile din 2017, când a devenit a treia cea mai mare forță politică din Chile, a determinat coaliția și membrii săi să treacă printr-un proces de reorganizare. În 2018, Mișcarea Autonomistă, alături de Stânga Libertariană și alte mișcări mai mici, a decis să fuzioneze și să formeze un partid politic numit Convergența Socială.

### Rol în Estallido social (Revolta socială)
La 18 octombrie 2019, protestele împotriva majorării tarifelor din sistemul de transport din Santiago au declanșat Estallido social (în română „Revolta socială”), cea mai amplă mișcare de tulburări civile din țară de la sfârșitul dictaturii militare. Pe măsură ce revoltele au izbucnit în mai multe zone ale capitalei, președintele Piñera a declarat stare de urgență în Santiago, extinsă ulterior în toate marile orașe, odată cu escaladarea protestelor. Manifestanții au formulat revendicări legate de costul ridicat al vieții, corupție și inegalitate, printre alte probleme.
Boric s-a remarcat ca un critic vocal al reacției guvernului și s-a opus ferm utilizării Forțelor Armate ale Chile pentru a reprima protestele. A ajuns chiar să confrunte un grup de soldați desfășurați în Plaza Italia. De asemenea, a avut un rol important ca unul dintre acuzatorii în procesul de suspendare din funcție a ministrului de interne, Andrés Chadwick. Chadwick a fost găsit vinovat de încălcări grave ale constituției și de eșecul în apărarea drepturilor omului în timpul stării de urgență, fiind sancționat cu interdicția de a ocupa funcții publice timp de cinci ani. Boric a susținut și demiterea președintelui Piñera, deși această tentativă a fost respinsă în cele din urmă.
Deși a fost un critic proeminent al modului în care guvernul a gestionat protestele, Boric a fost dispus să se angajeze în dialog cu alte forțe politice pentru a găsi o soluție la criză. Discuțiile dintre el și politicieni de dreapta au contribuit la un acord care a deschis calea pentru înființarea Convenției Constituționale, însărcinată cu redactarea unei noi Constituții. La 15 noiembrie 2019, a fost semnat „Acordul pentru pace socială și noua Constituție” de către președinții partidelor politice reprezentate în parlament, cu excepția Partidului Comunist și a unor membri ai Frontului Larg, inclusiv Convergența Socială. Boric a semnat acordul în calitate de persoană fizică, ceea ce a generat critici din partea unor membri ai propriului său partid. În urma acestui gest, mai multe persoane, inclusiv prietenul său apropiat Jorge Sharp, au demisionat din partid. Alte formațiuni, precum Partidul Ecologist Verde, Partidul Umanist, Partidul Egalității, Partidul Pirat și Stânga Libertariană, s-au opus de asemenea acordului și au părăsit Frontul Larg.
Pe 20 decembrie, Boric a fost atacat în Parque Forestal, unde mai mulți indivizi au aruncat cu scuipat și bere asupra lui, numindu-l „trădător” și „vândut” din cauza implicării sale în „Acordul pentru pace socială și noua Constituție”, încheiat cu politicienii tradiționali. În ciuda provocării, Boric a rămas calm și nu și-a părăsit poziția.

### Candidatura prezidențială din 2021

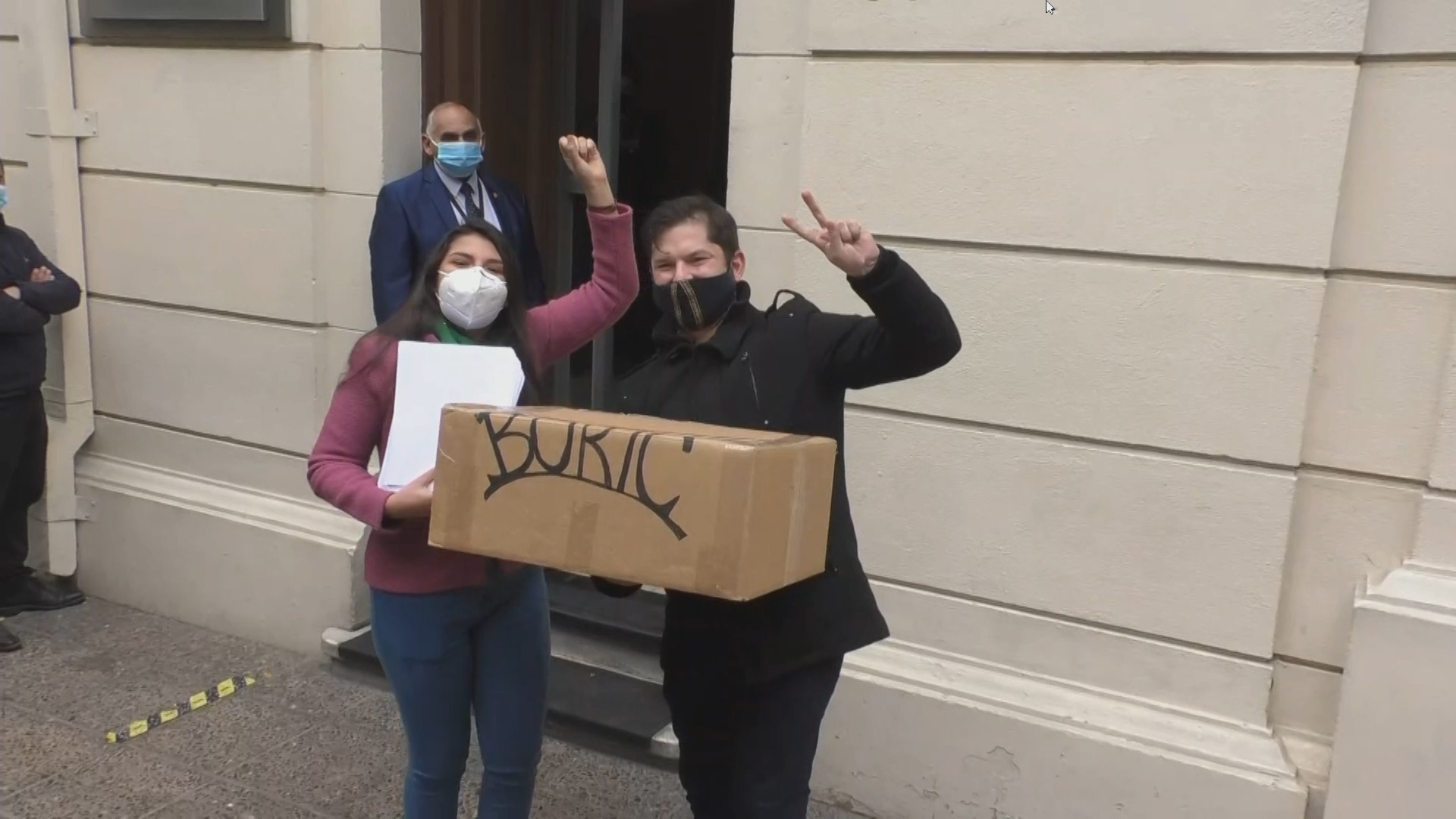
Boric prezintă semnăturile necesare pentru a candida la președinție

În cursul anului 2020, conflictul dintre guvernul chilian și cetățeni s-a intensificat din cauza impactului pandemiei de COVID-19. În timp ce țara se afla în carantină, mișcările de protest au fost temporar suspendate. Această situație, împreună cu campania comună pentru referendumul constituțional, a contribuit la unificarea opoziției de stânga și centru-stânga, în special a Frontului Larg și a alianței Chile Digno (în română „Chile demnă”), condusă de Partidul Comunist. În referendumul din octombrie 2020, 78 % dintre alegători au susținut ideea redactării unei noi Constituții, ceea ce a dus la discuții privind formarea unei opoziții unite pentru alegerile din mai 2021, care includeau primari, guvernatori regionali și membri ai Convenției Constituționale.
Gabriel Boric, o figură-cheie, a pledat pentru coordonarea tuturor partidelor și formarea unui număr mai mic de liste electorale, pentru a evita dispersarea voturilor. În cele din urmă, Frontul Larg și Chile Digno au ajuns la un acord și au prezentat o listă comună numită Apruebo Dignidad (în română „Aprob Demnitatea”), care a devenit al doilea cel mai mare bloc din Convenția Constituțională, după pactul unit al dreptei numit Vamos por Chile (în română „Hai Chile”). Apruebo Dignidad a înregistrat de asemenea o creștere a sprijinului în alegerile locale și regionale, consolidându-și poziția ca opțiune competitivă pentru alegerile generale din noiembrie 2021.
Daniel Jadue, primarul comunist al localității Recoleta, era inițial candidatul favorit pentru a reprezenta stânga în alegerile prezidențiale, conform sondajelor de opinie preliminare. Frontul Larg a susținut inițial ca Beatriz Sánchez, fostul lor candidat prezidențial, să candideze din nou, însă aceasta a refuzat și a ales să candideze pentru Convenția Constituțională în schimb. Cu principalul lor candidat ieșit din cursă, Frontul Larg a căutat alternative, însă majoritatea candidaților lor nu aveau popularitatea necesară sau nu îndeplineau cerințele minime de vârstă pentru a candida la președinție.

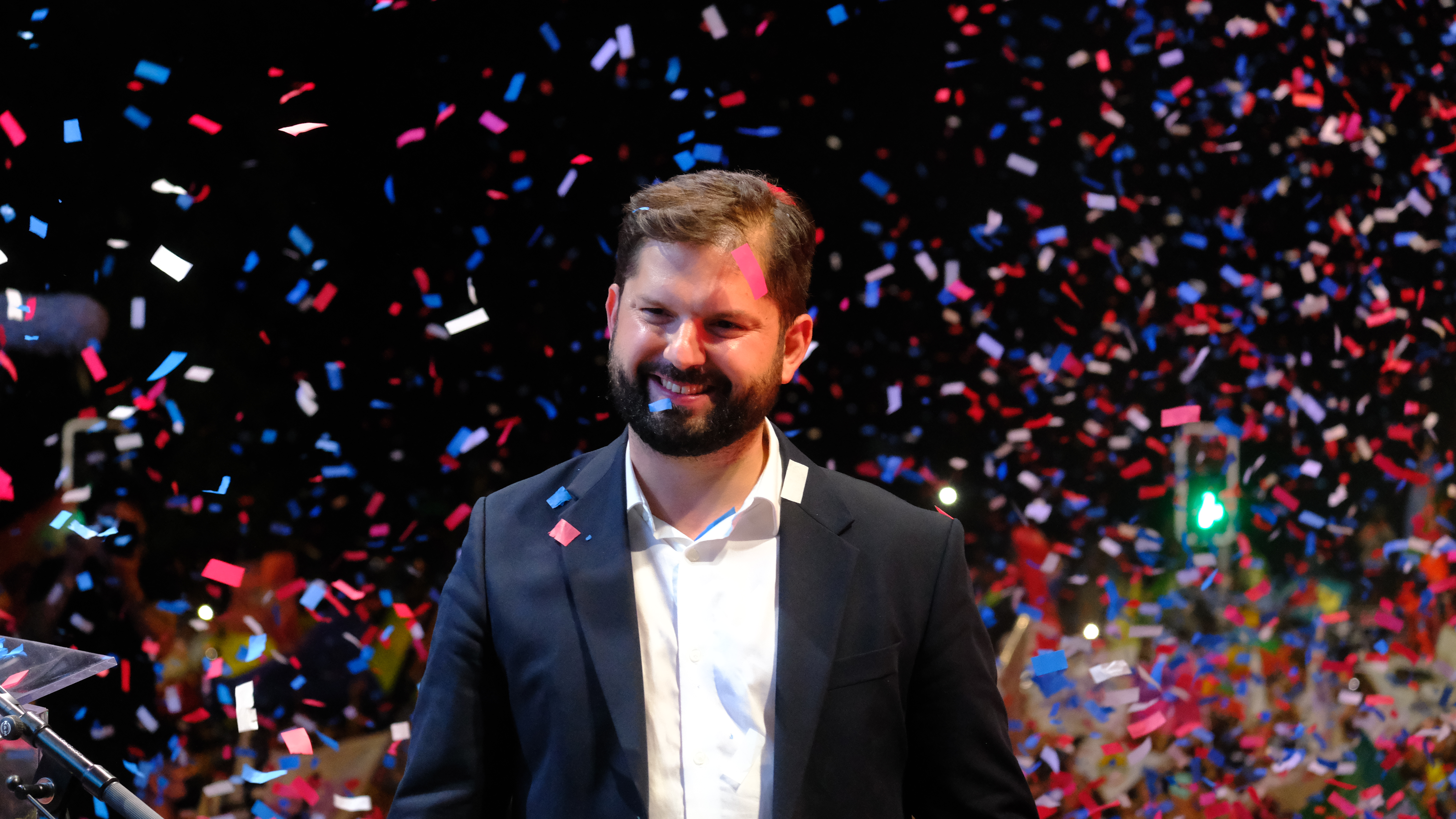
Boric după victoria sa la alegerile prezidențiale din 2021

În cele din urmă, Gabriel Boric, care avea 35 de ani la acea vreme, a apărut ca o opțiune pentru a participa la alegerile primare împotriva lui Jadue. Totuși, partidul lui Boric, Convergența Socială, nu avea numărul minim de membri necesar pentru a prezenta un candidat la președinție. Într-o întorsătură remarcabilă a evenimentelor, a fost organizată rapid o campanie, permițându-i lui Boric să adune numărul necesar de semnături cu o zi înainte de termenul limită.
Contrar așteptărilor, Boric a câștigat alegerile primare Apruebo Dignidad pe 19 iulie 2021, obținând 1.059.060 de voturi (60,4%), în timp ce Jadue a obținut 39,6%. Boric a fost, de asemenea, candidatul cel mai votat în alegerile primare generale, depășind toți candidații din coaliția Chile Vamos, ale cărei alegeri primare au avut loc simultan. După victoria sa în primare, Boric a anunțat pe Twitter că va colabora cu Jadue în timpul alegerilor generale pentru a prezenta un front unit.
Inițial, sondajele de opinie indicau că Gabriel Boric și Sebastián Sichel, candidatul coaliției Chile Vamos, erau favoriții în alegerile prezidențiale. Cu toate acestea, popularitatea lui Sichel a scăzut în lunile următoare, iar acesta a fost depășit în sondaje de candidatul de extremă dreapta José Antonio Kast. În primul tur al alegerilor, desfășurat pe 21 noiembrie 2021, Boric a obținut 25,82% din voturi, clasându-se pe locul al doilea după Kast, care a obținut 27,91%, asigurându-și astfel amândoi accesul în turul al doilea. Pe 19 decembrie 2021, Boric a ieșit victorios în turul doi cu 55,85% din voturi. Ceremonia sa de învestire a avut loc pe 11 martie 2022.

## Președinția

### Cabinetul
În ianuarie 2022, Boric și-a anunțat cabinetul, care a inclus membri din coalițiile Apruebo Dignidad și Socialismul Democratic, precum și independenți. Paisprezece dintre cei 24 de miniștri erau femei, făcând din acest cabinet primul din Americi cu o majoritate feminină. Cabinetul a inclus, de asemenea, primii miniștri asumați public ca membri ai comunității LGBT din Chile: Alexandra Benado și Marco Antonio Ávila, alături de Maya Fernández, nepoata fostului președinte Salvador Allende.
Boric i-a numit, de asemenea, în cabinet pe trei foști lideri studențești alături de care activase. Camila Vallejo a devenit purtătoarea de cuvânt a guvernului, Giorgio Jackson a preluat funcția de secretar general al președinției, iar Nicolás Grau a fost numit ministru al Economiei, Dezvoltării și Turismului.
Ricardo Ffrench-Davis, în contextul speculațiilor privind o posibilă numire ca ministru de finanțe, a explicat că, la vârsta de 85 de ani, se consideră prea în vârstă pentru a îndeplini această sarcină, dar și-a exprimat disponibilitatea de a oferi consultanță. Când Mario Marcel a fost anunțat ca viitor ministru al finanțelor în ianuarie 2022, Bursa din Santiago a reacționat pozitiv, indicele IPSA crescând cu 2,35%.
În august 2023, pe fondul unor scoruri de aprobare scăzute, îngrijorărilor alegătorilor legate de criminalitate și inflație și al unei anchete de corupție centrate pe acuzații de mită, Boric a reorganizat pentru a treia oară cabinetul în decurs de un an și jumătate.

### Violența împotriva oficialilor guvernamentali
În primele luni ale guvernului Boric, atât președintele, cât și persoanele asociate administrației sale, s-au confruntat cu amenințări, crime violente și agresiuni fizice. La mijlocul lunii martie, ministrul de Interne Izkia Siches a fost atacată cu focuri de armă în timpul unei vizite la Temucuicui și a fost evacuată pentru siguranța sa. În aprilie, chiar președintele Boric a fost ținta unui atac din partea unui bărbat care a încercat să-i arunce o piatră. În noaptea de 13 mai, unul dintre gardienii lui Boric a fost răpit și împușcat în braț de atacatori necunoscuți. De asemenea, în aceeași zi, reședința ministrului Apărării Naționale, Maya Fernández, a fost jefuită. Poliția chiliană a declarat că aceste două incidente nu sunt legate între ele.

### Conflictele cu Mapuche
În mai 2022, Boric a luat decizia de a trimite trupe în sudul țării din cauza escaladării violenței în conflictul cu Mapuche. Potrivit ziarului argentinian Clarín, această mișcare l-a făcut pe Boric să piardă sprijinul Partidului Comunist. Anterior, Boric se distanțase de măsurile similare luate de predecesorul său, Piñera. Înainte de decizia lui Boric, Héctor Llaitul, liderul uneia dintre milițiile Mapuche, ceruse „pregătirea forțelor și organizarea rezistenței înarmate”. Ca răspuns la declarația lui Llaitul, guvernul Boric a respins inițial ideea de a depune o plângere formală împotriva acestuia, afirmând că statul „nu persecuță ideile”. În schimb, au planificat să încorporeze aceste declarații în plângerile existente, mai degrabă decât să inițieze altele noi.

### Votul asupra noii constituții
În septembrie 2022, Convenția Constituțională a prezentat un proiect de constituție descris ca fiind progresist. Procesul de redactare s-a desfășurat între 4 iulie 2021 — în timpul administrației fostului președinte Sebastián Piñera — și 4 iulie 2022, la patru luni după preluarea mandatului de către președintele Gabriel Boric. Propunerea de constituție a fost respinsă printr-un referendum național, 62% dintre alegători votând împotrivă și 38% în favoare. Criticii au descris proiectul drept excesiv de lung, prea orientat spre stânga și radical.

### Economie
La preluarea mandatului de către Boric, rata inflației în Chile atinsese cel mai ridicat nivel din aproape 30 de ani. În aprilie 2022, Boric a anunțat un plan de redresare economică în valoare de 3,7 miliarde de dolari, care includea și o majorare a salariului minim pentru a atenua impactul creșterii prețurilor. Deși inflația anualizată a crescut temporar până la 14,1% în august 2022 — cel mai ridicat nivel din ultimii 28 de ani — aceasta a scăzut considerabil pe parcursul mandatului său, ajungând la 5,1% în septembrie 2023.
Guvernul lui Boric a redus săptămâna legală de lucru la 40 de ore, deși această reformă va fi implementată treptat pe o perioadă de 5 ani. De asemenea, administrația sa a asigurat accesul gratuit la servicii publice de sănătate pentru cei mai săraci chilieni, a majorat salariul minim lunar la aproximativ 500 de dolari și a adoptat o taxă pe sectorul minier pentru a sprijini municipalitățile subfinanțate.

### Relații externe
Președintele Boric a condamnat invazia Rusiei în Ucraina din 2022, declarând într-un tweet: „Rusia a ales războiul ca mijloc de rezolvare a conflictelor. Din Chile, condamnăm invazia Ucrainei, încălcarea suveranității sale și utilizarea ilegitimă a forței. Suntem alături de victime și vom depune eforturi pentru pace prin mijloacele noastre modeste”.
Primul drum internațional al lui Boric în calitate de președinte a avut loc în aprilie 2022, cu o vizită în Argentina, unde s-a întâlnit cu președintele Alberto Fernández. În timpul vizitei, Boric a subliniat importanța soluționării disputelor teritoriale nerezolvate și promovarea unui sentiment de fraternitate între cele două națiuni, indiferent de administrațiile aflate la putere. De asemenea, a reiterat sprijinul Chile pentru revendicarea Argentinei asupra Insulelor Falkland.
Pe 15 septembrie 2022, Boric a refuzat acreditarea ambasadorului israelian Gil Artzyeli, în semn de protest față de victimele civile din rândul copiilor în timpul confruntărilor din Gaza-Israel din 2022. Decizia, luată când Artzyeli ajunsese deja la palatul prezidențial din Chile, a declanșat o criză diplomatică între Chile și Israel. Ca răspuns, Comunitatea Evreiască din Chile a criticat acțiunile lui Boric, iar ministrul de externe al Chilei, Antonia Urrejola⁠(d), a cerut scuze Israelului și a reprogramat ceremonia de prezentare a credențialelor pentru sfârșitul aceleași luni. Boric, însă, s-a abținut de la a-și emite o scuză personală, afirmând că nimeni în Chile nu va fi persecutat sau intimidat pentru convingerile sale, cu excepția cazului în care acestea încalcă legea.

### Politica Antarctică

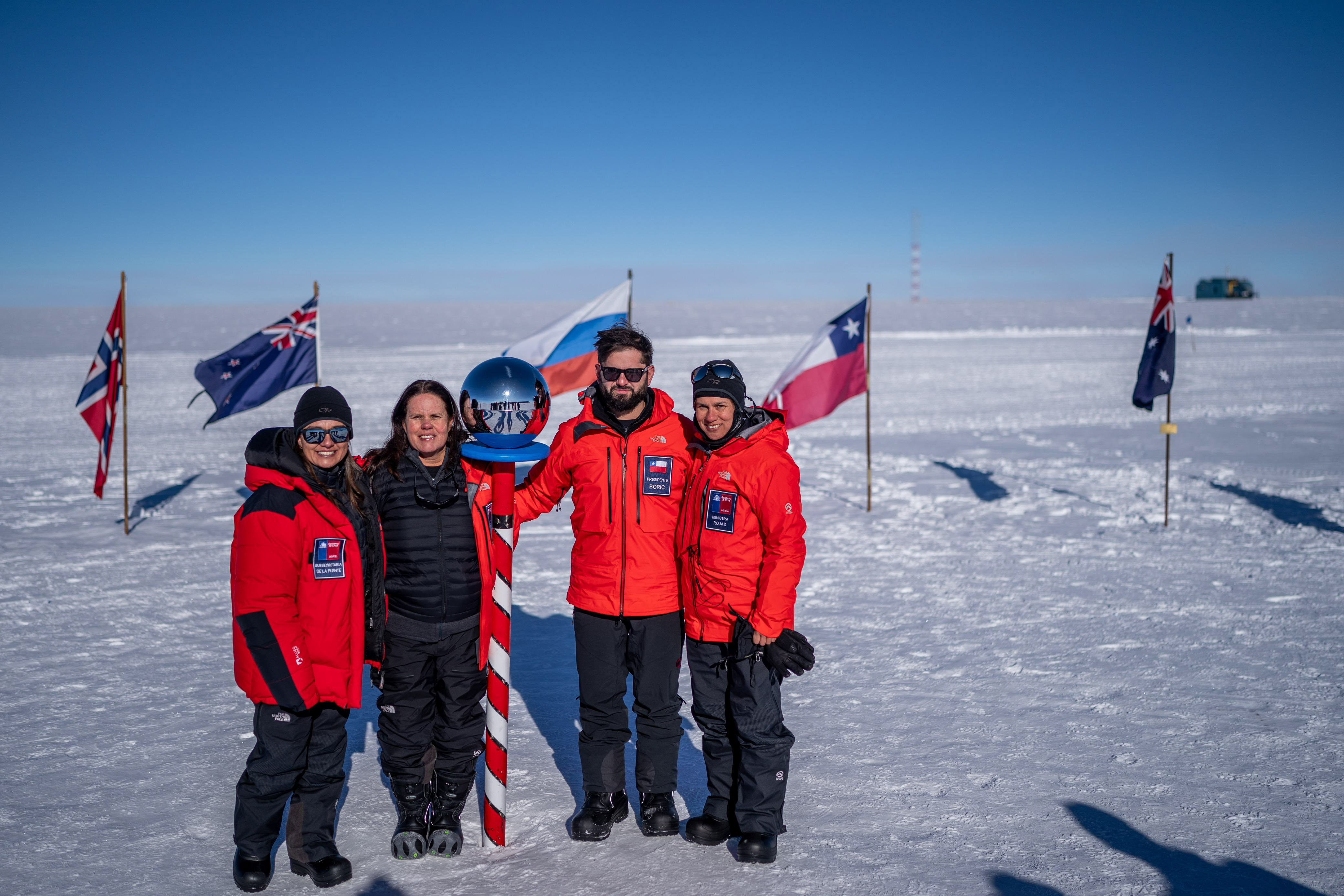
Președintele chilian Gabriel Boric și însoțitorii săi vizitând Polul Sud în 2025.

În ianuarie 2025, președintele Gabriel Boric a devenit primul șef de stat care a vizitat Polul Sud și al treilea șef de guvern care a făcut acest lucru.

### Reparații legate de protestele din 2019–2020
Guvernul lui Gabriel Boric a stabilit pensii de până la 515.672 de pesos chilieni pentru persoanele care au suferit încălcări ale drepturilor omului în timpul protestelor din 2019–2020. Cei care au suferit astfel de încălcări între 18 octombrie 2019 și 30 iunie 2020 sunt eligibili pentru aceste pensii. Cu toate acestea, Institutul Național pentru Drepturile Omului (INDH) a exprimat îngrijorări cu privire la incertitudinea privind compatibilitatea acestor pensii cu pensiile de invaliditate. În plus, unii membri ai Congresului au exprimat îngrijorări că pensiile au fost acordate unor persoane ale căror procese nu s-au încheiat încă, lăsând deschisă posibilitatea ca rănile lor să fi fost cauzate de acte de violență grave nerezolvate.

### Cota de aprobare
Boric a preluat funcția cu o cotă de aprobare de 50%. După primele sale 100 de zile în funcție, cota sa de aprobare a scăzut drastic la 32,8%, marcând cel mai semnificativ declin în popularitate pentru un președinte chilian în această perioadă, din 1990 încoace. Până la sfârșitul anului 2022, nivelul său de aprobare a rămas constant scăzut, în jur de 33%, în timp ce aproape șase din zece persoane și-au exprimat dezaprobarea față de performanța sa. Factorii care au contribuit la această scădere includ creșterea criminalității, provocările economice și instabilitatea din cadrul cabinetului său. În consecință, cota de aprobare a lui Boric a scăzut și mai mult, ajungând la 25% în ianuarie 2023. Până în mai 2023, cota de aprobare era de 28%, iar dezaprobarea ajunsese la 66%. După un discurs privind Starea Națiunii susținut la începutul lunii iunie 2023, cota de aprobare a lui Boric a crescut de la 31% la 41%, înregistrând îmbunătățiri în toate segmentele populației; însă, din cauza cazului Democracia Viva, aceasta a scăzut din nou la 28% spre sfârșitul lunii iunie, potrivit sondajelor săptămânale realizate de Cadem. În august 2023, cota de aprobare a lui Boric se situa în jurul valorii de 30%, cu o majoritate a populației care încă își exprima dezaprobarea.

### Acuzații de hărțuire
Pe 26 noiembrie 2024, procurorii au anunțat deschiderea unui dosar penal împotriva lui Boric, după ce o femeie a făcut acuzații de hărțuire sexuală care ar fi avut loc în 2013 și 2014, când el era intern în Punta Arenas. Boric a negat acuzațiile și a afirmat că, în acea perioadă, primea mesaje explicite din partea reclamantei prin email.

## Poziții politice

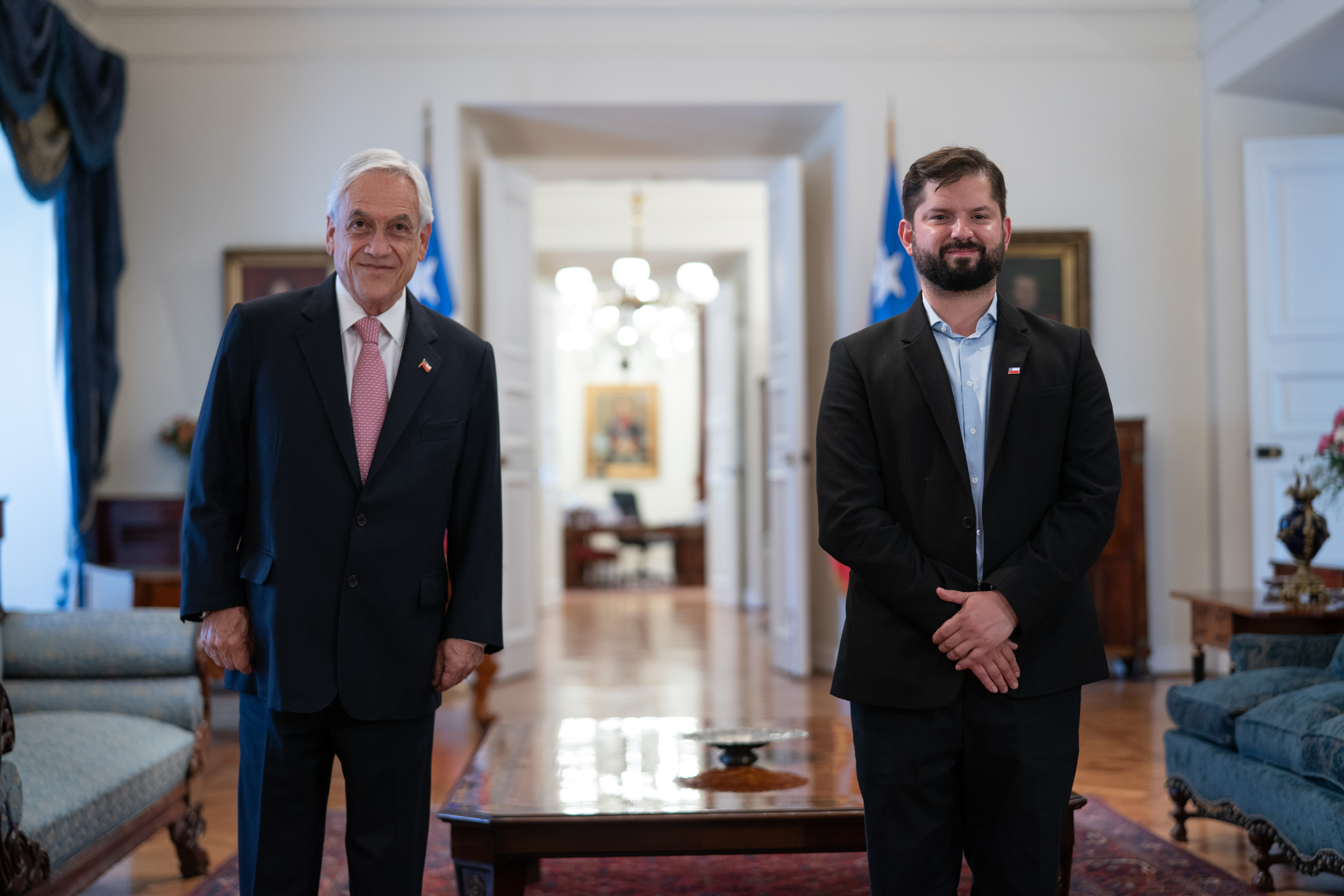
Președintele Sebastián Piñera îl primește pe președintele ales Boric la Palatul La Moneda, după alegerile din decembrie 2021.

Boric este un politician de stânga, fiind asociat cu diverse poziții, inclusiv socialism, social-democrație și socialism libertarian. În acest sens, Boric a spus: "Vin din tradiția socialistă libertariană chiliană, acesta este spațiul meu ideologic de referință. Sunt democrat și cred că democrația trebuie să se schimbe și să se adapteze, nu să se petrifice". El a exprimat o "apropiere ideologică" cu Álvaro García Linera⁠(d), fostul vicepreședinte al Boliviei.
Boric a fost descris de către The Economist drept un lider „woke” și parte a stângii mileniale, „cu un program concentrat pe justiția socială, drepturile omului, mediu și feminism”. Atât Cristián Warnken, cât și Carlos Peña⁠(d) îl caracterizează pe Boric ca un „lider postmodern”. Peña îl laudă pe Boric și pe Frontul Larg pentru succesul de a uni diverse cereri care au apărut pe măsură ce societatea chiliană s-a modernizat.
Boric a fost critic față de modelul social și economic stabilit în Chile în timpul dictaturii, susținând că acesta a continuat chiar și după tranziția către democrație. În timpul alegerilor din 2021, el a promis să demonteze modelul economic neoliberal al țării, afirmând că „dacă Chile a fost leagănul neoliberalismului, va fi și mormântul său”. Boric a spus că „au fost și succese, dar și lucruri care nu au mers bine”.
După eșecul propunerii constituționale din 2022, Boric a adoptat o poziție mai moderată, ceea ce a atras critici din partea susținătorilor săi inițiali, care au considerat că încearcă să mulțumească grupurile de dreapta, desconsiderând realitățile multora dintre chilieni. Pe parcursul campaniei sale prezidențiale, Boric a susținut recunoașterea drepturilor LGBT în Chile, pledând pentru recunoașterea legală a identităților non-binare și pentru extinderea legilor privind identitatea de gen.
În 2016, Boric a susținut un program pentru a pune 400 de deținuți din Valparaíso în libertate condiționată din cauza supraaglomerării în închisorile chiliene. El a criticat ceea ce considera a fi populism penal și s-a opus altor deputați care erau împotriva măsurilor de liberare condiționată. În timpul unui dezbateri din cadrul primarelor Apruebo Dignidad din 2021, Boric a criticat din nou deficiențele populismului penal în a oferi soluții eficiente.
Boric a fost critic la adresa plantațiilor de pini și eucalipți, pe care le consideră ca având un impact negativ asupra secetei din comunitățile indigene Mapuche din „Wallmapu”. În 2021, el a promis că va impune restricții asupra marilor companii forestiere în timpul președinției sale. Într-un interviu din mai 2022 pe Televisión Nacional de Chile, Boric și-a reiterat îngrijorările legate de industria forestieră.
Într-un interviu din 2023, Boric a argumentat că o parte din el își dorește să răstoarne capitalismul și a exprimat convingerea că „capitalismul nu este cea mai bună modalitate de a rezolva problemele noastre din societate.” El și-a descris viziunea despre fezabilitatea răsturnării capitalismului, afirmând: „Nu cred că poate fi răsturnat fără a propune o alternativă care să fie viabilă și mai bună pentru oameni. Unul dintre lucrurile pe care le-am învățat în funcție, nu doar în funcție, este ceva evident, dar acum este clar ca lumina zilei, este că nu poți refonda o țară. Toate schimbările care durează în timp trebuie să fie progresive și trebuie să aibă majorități puternice. Și trebuie să construiești acele majorități puternice, iar acele majorități puternice nu sunt ușor de construit”.

### Politica economică
Boric a criticat programul Crédito con Aval del Estado (CAE), un program de împrumuturi pentru studenți creat în timpul guvernului lui Ricardo Lagos⁠(d). De-a lungul carierei sale politice, Boric a subliniat constant că educația ar trebui să fie un drept și nu un domeniu orientat spre profit. El a promis să ierte datoriile studențești și să pună capăt programului CAE dacă va fi ales președinte.
În ceea ce privește sistemul de sănătate, Boric a pledat pentru înființarea unui sistem de sănătate universal, finanțat din fonduri publice, citând ca exemplu Serviciul Național de Sănătate britanic (NHS). De asemenea, el a susținut desființarea sistemului de pensii AFP, propunând în schimb crearea unei entități publice autonome care să administreze fondurile de pensii. Boric a sprijinit și o lege pentru implementarea unei săptămâni de lucru de 40 de ore și creșterea salariului minim. În plus, el a propus includerea reprezentanților lucrătorilor și a egalității de gen în componența consiliilor de administrație ale marilor companii.
Având în vedere că mineritul este cea mai mare industrie a Chileului, Boric a propus măsuri precum crearea unei companii de stat pentru extracția litiului, creșterea redevențelor plătite de companiile miniere și prioritizarea protecției mediului. Abordarea impactului schimbărilor climatice și promovarea unei economii verzi reprezintă piloni centrali ai președinției lui Boric.
Pe 8 martie 2023, Gabriel Boric a suferit un eșec: cu doar un vot diferență, Camera Deputaților a refuzat deschiderea dezbaterii asupra marii reforme fiscale pe care o promisese în timpul campaniei prezidențiale pentru a finanța reformele sale sociale. În urma acestui eșec, a fost nevoit să aștepte un an înainte de a putea prezenta din nou un text similar. Prezentat deputaților în iulie 2022, proiectul includea o taxă pe marile averi, o taxă asupra sectorului minier și consolidarea luptei împotriva fraudei. Acest eșec pune în pericol proiectul de reformă a pensiilor, care urmărea introducerea unui sistem de pensii prin repartiție, spre deosebire de sistemul actual, care este finanțat privat, și creșterea valorii pensiei de solidaritate de bază pentru persoanele în vârstă care nu beneficiază de nicio pensie.

### Politică externă
Boric a declarat că stânga democratică nu ar trebui să mențină un dublu standard în ceea ce privește drepturile omului și nici să invoce principiul autodeterminării pentru a justifica încălcarea acestora. El consideră că „așa cum stânga trebuie să condamne încălcarea drepturilor omului în Chile în timpul dictaturii și, de asemenea, în prezent, loviturile de stat soft din Brazilia, Honduras și Paraguay, teritoriile ocupate de Israel sau intervenționismul Statelor Unite, trebuie, din partea stângii și cu aceeași forță, să condamnăm restricționarea permanentă a libertăților în Cuba, guvernarea represivă a lui Ortega în Nicaragua, dictatura din China și slăbirea condițiilor de bază ale democrației în Venezuela”.
După preluarea mandatului prezidențial, Boric a afirmat că Venezuela reprezintă un exemplu eșuat, iar cei șase milioane de venezueleni din diaspora constituie o dovadă importantă a acestui eșec. În timpul campaniei sale prezidențiale din 2021, el a calificat alegerile generale din Nicaragua drept frauduloase și a cerut Partidului Comunist din Chile, unul dintre aliații săi, să retragă declarația inițială de susținere a guvernului lui Daniel Ortega.
Boric l-a criticat pe președintele brazilian Jair Bolsonaro și poziția acestuia față de crimele comise în timpul dictaturii militare din Brazilia, dintre anii 1964 și 1985. El l-a numit pe Bolsonaro „un pericol pentru mediu și pentru umanitate”. Ca reacție, Bolsonaro a adoptat o atitudine rece față de Boric încă de la alegerea acestuia în decembrie 2021, anunțând în ianuarie 2022 că nu va participa la ceremonia de învestire a lui Boric în funcția de președinte.
În ceea ce privește Bolivia, Boric și-a exprimat intenția de a restabili relațiile diplomatice dintre Chile și Bolivia, care au fost întrerupte în 1978. El și-a declarat sprijinul pentru poziția Argentinei în privința Insulelor Falkland și a transmis simpatie guvernului condus de Alberto Fernández. Boric a promis că va sprijini Argentina în procesul de restructurare a datoriei și în negocierile acesteia cu Fondul Monetar Internațional.
Boric a declarat că, în cazul în care Luiz Inácio Lula da Silva și Gustavo Petro ar câștiga alegerile prezidențiale din țările lor respective, s-ar putea forma un „ax interesant”. El a condamnat ferm invazia rusă din Ucraina din 2022, calificând-o drept un „război de agresiune inacceptabil”. În timpul mandatului său, Chile a sprijinit rezoluțiile Organizației Națiunilor Unite care cereau retragerea imediată a trupelor ruse din Ucraina și a oferit ajutor guvernului ucrainean pentru deminarea teritoriilor minate de forțele ruse. Boric a refuzat cererile de a furniza arme Ucrainei. Statele Unite s-au oferit să înlocuiască orice echipament donat de Forțele Armate Chiliene în sprijinul armatei ucrainene, ofertă pe care Boric a respins-o.
În ceea ce privește teritoriile ocupate de Israel, Boric și-a exprimat sprijinul pentru Statul Palestina în mai multe rânduri. În 2019, după ce a primit un cadou din partea Comunității Evreiești din Chile, el a cerut, într-un mesaj pe Twitter, ca Israelul să returneze teritoriile palestiniene ocupate. El a descris Israelul drept un „stat genocidar și criminal” care încalcă tratate internaționale, subliniind importanța apărării principiilor internaționale și a drepturilor omului, indiferent de puterea unui stat. Boric a respins acuzațiile de antisemitism, afirmând că respinge orice formă de discriminare. El consideră ocupația israeliană a teritoriilor dincolo de granițele din 1967 o încălcare a dreptului internațional. În octombrie 2021, Boric și alți deputați au introdus un proiect de lege pentru a interzice importul de produse provenite din coloniile israeliene, considerate ilegale de către comunitatea internațională. În octombrie 2023, Boric a declarat că atacurile Israelului în războiul din Gaza au afectat „în principal” civili neînarmați și ar putea constitui crime de război.

## Viața personală
Gabriel Boric a vorbit deschis despre problemele de sănătate mintală și despre dificultățile personale legate de tulburarea obsesiv-compulsivă, o afecțiune cu care a fost diagnosticat în copilărie. În 2018, a luat un concediu de absență din Parlament după ce a fost internat din cauza acestei afecțiuni. Îmbunătățirea serviciilor de sănătate mintală, în special în urma pandemiei de COVID-19, a fost una dintre temele centrale ale campaniei sale prezidențiale.
Crescut într-o familie catolică devotată, cu mama sa activ implicată în Mișcarea Apostolică Schönstatt, Boric se declară în prezent agnostic. Între 2019 și 2023, a avut o relație cu antropoloaga și socioloaga Irina Karamanos. În timpul campaniei prezidențiale a lui Boric, Karamanos și-a exprimat convingerea că rolul Primei Doamne ar trebui reevaluat pentru a corespunde mai bine vremurilor moderne. Karamanos a preluat rolul de Primă Doamnă și a lucrat la desființarea atribuțiilor instituționale ale acestui rol, proces finalizat în decembrie 2022. În noiembrie 2023, Boric și Karamanos au anunțat încheierea relației lor.

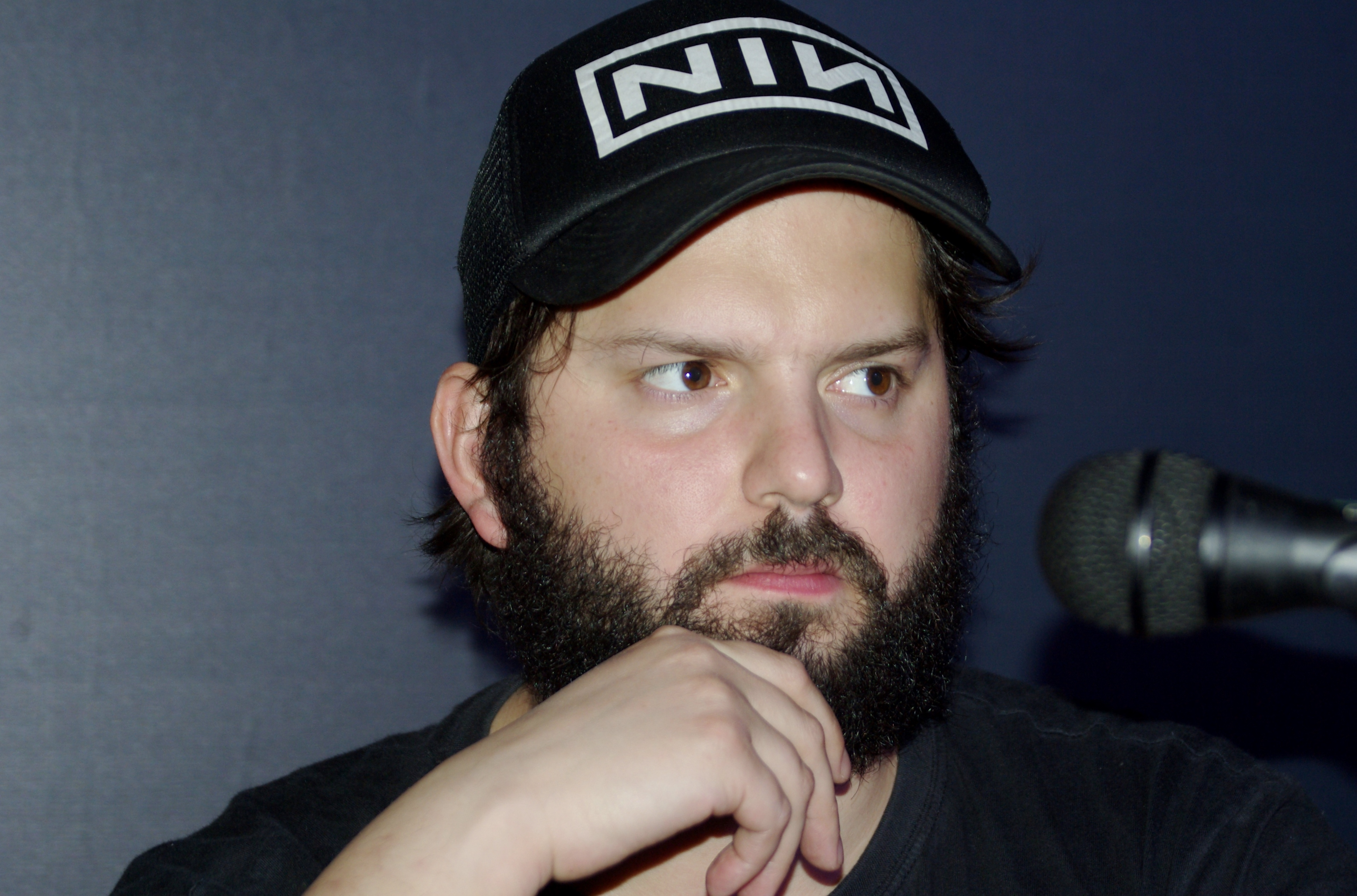
Boric purtând o șapcă Nine Inch Nails, 2015.

Pasiunea lui Boric pentru muzica rock și metal a atras o largă atenție în timpul campaniei sale prezidențiale. El a distribuit frecvent postări pe rețelele sociale despre unele dintre trupele sale preferate, precum Deftones, Tool, Nine Inch Nails și Rammstein. Cu toate acestea, a menționat că îi plac și muzicieni din alte genuri, precum Laura Pausini, Taylor Swift și Jeongyeon. De asemenea, Boric este suporter al echipei de fotbal Universidad Católica și jucător de Magic: The Gathering⁠(d).
Aspectul și stilul lui Boric au fost supuse criticilor încă de la alegerea sa ca deputat. Fiind unul dintre cei mai tineri membri ai Camerei Deputaților, el purta adesea haine lejere, inclusiv blugi și tricouri, în timpul ședințelor parlamentare. La un moment dat, a avut chiar și o coafură mohawk timp de câteva luni. În 2014, a stârnit o controversă când a intrat în Cameră fără cravată sau sacou, ceea ce a dus la o plângere publică din partea unui deputat de dreapta. În timpul campaniei prezidențiale, Boric a adoptat un stil mai formal, deși a continuat să evite purtarea cravatei. Notabil este și faptul că el este primul șef de stat din America Latină care are tatuaje vizibile. Modelele de pe brațe și spate reprezintă regiunea sa natală și includ o hartă a Regiunii Magallanes, un copac lenga și un far.
Pe 2 decembrie 2024, Boric a anunțat pe Instagram că el și partenera sa, Paula Carrasco, membră a echipei naționale feminine de baschet a Chilei, așteaptă primul lor copil împreună. Carrasco are un copil dintr-o relație anterioară. În februarie 2025, Boric a dezvăluit că urmează să aibă o fetiță.

## Distincții

### Distincții naționale
- Mare Maestru (2022) și Colanul Ordinului pentru Merit
- Mare Maestru (2022) și Colanul Ordinului Bernardo O'Higgins

### Distincții internaționale
| Panglică | Distincție                               | Țară     | Dată              | Localitate        | Observații                                    | Referință |
| -------- | ---------------------------------------- | -------- | ----------------- | ----------------- | --------------------------------------------- | --------- |
|          | Marea Ordin al Regelui Tomislav          | Croația  | 12 decembrie 2022 | Santiago de Chile | Cea mai înaltă distincție civilă din Croația  | [ 185 ]   |
|          | Marele Colan al Ordinului Boyacá         | Columbia | 9 ianuarie 2023   | Santiago de Chile | Cea mai înaltă distincție civilă din Columbia | [ 186 ]   |
|          | Marele Colan al Ordinului Crucii Sudului | Brazilia | 7 august 2024     | Santiago de Chile | Cea mai înaltă distincție civilă din Brazilia | [ 187 ]   |